# Curt-Jürgen Heinemann-Grüder
Curt-Jürgen Heinemann-Grüder (* 20. August 1920 in Berlin-Friedenau; † 4. November 2010 in Karlsruhe) war ein deutscher evangelischer Pfarrer und Superintendent.

## Leben
Curt-Jürgen Heinemann-Grüder war der Sohn des Arztes Curt Heinemann-Grüder und seiner Ehefrau Ilse Ina-Marie Grüder.
Mit 18 Jahren wurde Heinemann-Grüder Fahnenjunker, mit 19 Jahren Leutnant und mit 23 Jahren Rittmeister. Er war aktiver Kriegsteilnehmer und kämpfte in Polen, Frankreich, der Sowjetunion und zuletzt in Tunesien. In Afrika kam er 1943 in französische Gefangenschaft und war der jüngste Rittmeister im Gefangenenlager. Während der Kriegsgefangenschaft begann er, sich durch die Lektüre der Bibel zum Antimilitaristen zu wandeln; seine Entscheidung, Theologie zu studieren, ist ebenfalls in diesem Kontext zu finden.
1947 aus der Kriegsgefangenschaft entlassen, studierte Heinemann-Grüder bis 1952 Theologie in Bethel, Heidelberg und an der Kirchlichen Hochschule in Berlin-Zehlendorf. 1951 zog er, im Kontext der von Heinrich Vogel und Präses Kurt Scharf ausgesprochenen Bitte an die jungen Pfarrer, zunächst für fünf Jahre in die DDR zu gehen, dorthin. Ordiniert 1954 durch den Bischof Otto Dibelius war er von 1952 bis 1953 Lehrvikar in Luckenwalde und Dobbrikow. 1954 wurde er Pfarrer in Dobbrikow und 1957 Provinzialpfarrer bei der Generalsuperintendentur der Kurmark in Potsdam. Von 1961 bis zu seiner Übersiedelung in die Bundesrepublik Deutschland 1974 war er Pfarrer und Superintendent im uckermärkischen Gramzow bei Prenzlau. Von 1975 bis zu seiner Emeritierung 1981 war er Pfarrer in Niefern bei Pforzheim.
Durch die persönliche Bekanntschaft mit Josef Hromádka erhielt Heinemann-Grüder eine Einladung zur I. All-Christlichen-Friedensversammlung (ACFV) der Christlichen Friedenskonferenz (CFK), an der er auch teilnahm, ebenso wie an der II. und III. ACFV 1964 und 1968. Seine Mitarbeit in der CFK beendete er mit Hromádkas Rücktritt 1968. 1969 beendete er seine Mitarbeit im Weißenseer Arbeitskreis, der in seinen Augen kein theologischer Arbeitskreis mehr war, sondern ein Stimmungsbarometer des Staatssekretariats für Kirchenfragen der DDR. Besondere Verdienste erwarb sich Heinemann-Grüder durch seine auf Versöhnung mit Israel und Polen ausgerichtete Wirksamkeit. So engagierte er sich u. a. für die Aufstellung einer Gedenktafel auf dem jüdischen Friedhof im uckermärkischen Günterberg.
An die im März 1970 tagende Provinzialsynode seiner Kirche richtete er zusammen mit 125 weiteren Unterzeichnern einen Brief, in dem sie einen kirchlichen Akt der Versöhnung zum polnischen Nachbarvolk forderten:

„Die Ermordeten sind es, die uns verbinden und zu einem besseren Tun in gemeinsamer Zukunft von Deutschen und Polen verpflichten.“

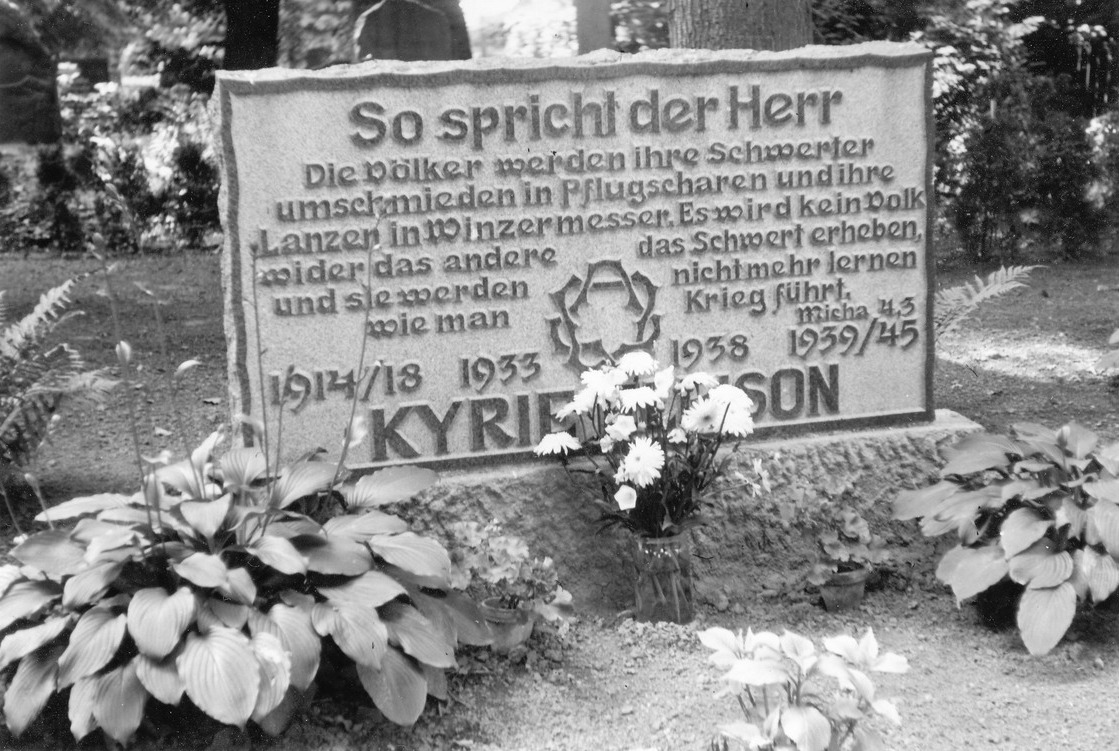
Gedenkstein in Gramzow

In Gramzow ließ er 1971 an den Gefallenengräbern einen Gedenkstein mit den Worten des Propheten Micha „Schwerter zu Pflugscharen“ aufstellen. Die Jahreszahlen 1933 und 1938 erinnern an die Verschleppung von Kommunisten und Sozialdemokraten in Zuchthäuser und Konzentrationslager und an den Beginn der Judenvernichtung. Dies war die erste öffentliche Darstellung dieses Textes in der DDR, der später zum Slogan der unabhängigen Friedensbewegung wurde.
Nach seiner Übersiedlung in die Bundesrepublik Deutschland arbeitete er in der dortigen Friedensbewegung und der Kampagne Ziviler Ungehorsam bis zur Abrüstung mit. Sein Leben auch außerhalb des geistlichen Dienstes hat er der Versöhnungsarbeit gewidmet. Auf seine und die Initiative des Pfarrers Horst Zorn wurde 1992 an der Huchenfelder Kirche eine Tafel zum Gedenken an britische Piloten angebracht, die am Kriegsende 1945 dort in der Nähe erschossen wurden.
Am 8. Februar 2008 wurde in feierlichem Rahmen eine Partnerschaft zwischen den Ortschaften Huchenfeld und dem Llanbedr in Wales/Vereinigtes Königreich geschlossen. Unter der Anwesenheit der Witwe eines der getöteten Flugzeugführer Harald Frost wurde der Kirchengemeinde ein Nagelkreuz überreicht.

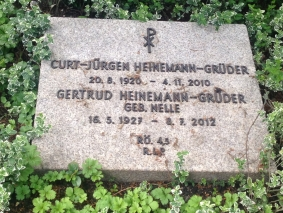
Grabstelle von Curt-Jürgen Heinemann-Grüder auf dem St.-Annen-Kirchhof Berlin-Dahlem

Im Februar 2008 wurden Heinemann-Grüder und andere Demokraten von dem rechtsextremen Verein „Freundeskreis Ein Herz für Deutschland“ öffentlich attackiert. Sie hatten die Niederlegung eines Kranzes anlässlich des Volkstrauertages am Kriegerdenkmal durch einen Heidnischen Sturm kritisiert. Daraufhin hatte der Ortsbürgermeister diesen Kranz wieder entfernen lassen.
Heinemann-Grüder war verheiratet mit Gertrud geborene Nelle und Vater von drei Söhnen und drei Töchtern. Eines seiner Kinder ist der Politikwissenschaftler Andreas Heinemann-Grüder.